# Півунціал
Півунціал — спрощена форма унціального письма, що виникла близько VI століття н. е. як симбіоз унціалу та римського курсиву. Перший крок у переході до мінускульного письма. Характерна поява верхніх і нижніх виносних елементів букв, зародження малих букв.
З часом в унціал стали дедалі більше просочуватися елементи курсиву, що безперервно розвивався. Таким чином у V столітті був порушений принцип розміщення букв рядка в межах двох ліній, що об'єднувало унціал з капітальним письмом, і унціал наблизився до малого курсиву. Якщо в капітальному письмі тільки зв'язка букви Q була виведена за нижню лінію, небагато чим порушуючи встановлену закономірність рядка, то в курсиві такі «порушення» (подовжена форма літери S та інші) стають звичайними.
На основі курсиву виникає модифікація унціального письма, так зване напівунціальне письмо (scriptura semiuncialis), що перейняло всі ці нововведення, внаслідок чого писати й читати таке письмо стало набагато легше. Верхні й нижні подовження літер (d, h, l, f, p, q) виразно виділяли їх серед інших літер у рядку.
Розвиток напівунціального письма знаменував перехід від великих букв до малих. Воно було першим малим письмом для ширококінцевого пера. У цьому письмі вже спостерігається низка прообразів малих літер сучасної абетки (а, d, e, g, h та інші). Напівунціальне письмо розповсюджується по всій Західній Європі та в окремих її районах піддається різним змінам.
По занепаду Римської імперії та переселення народів в Європі виникли нові держави, що, звільнившись від політичного і культурного впливу Риму, розвили свої види письма, які до того застосовувалося дуже обмежено. Як і раніше швидко розвивається напівунціал. Виникає новий вигляд латинського письма. Його розділяють в основному на чотири великі групи: ірландсько-англосаксонське (Ірландія й Англія), меровінгове (Франція), вестготське (Іспанія) і давньоіталійське (Італія).